# مصرفية المشاركة
الخدمات المصرفية التشاركية هو اسم يُطلق على البنوك الإسلامية الموجودة بشكل رئيسي في تركيا، وكذلك في منطقة الشرق الأوسط وشمال أفريقيا. توجد بنوك مشاركة في تركيا، وباكستان، وبنغلاديش، وإندونيسيا، والمملكة العربية السعودية، وماليزيا، والإمارات العربية المتحدة، ودول الخليج الأخرى.

## التاريخ
في عام 2000، بلغت حصة البنوك التشاركية 2% فقط من صافي الأصول، وبحلول عام 2010، ارتفعت هذه النسبة إلى 4.3%. وفي الربع الثالث من عام 2013، ارتفعت إلى 6.1%، لتصل إلى 90.7 مليار ليرة تركية. وفيما يتعلق بهوامش ربح البنوك التشاركية، فإن ماليزيا وإندونيسيا ودول الخليج تستحوذ على أكثر من 50% من حصة السوق، ويُذكر أن تركيا تتمتع بإمكانيات نمو أكبر. كما تُعدّ تركيا وباكستان وبنغلاديش وإندونيسيا من الدول الرائدة بين بنوك المشاركة. تُعدّ المملكة العربية السعودية والإمارات العربية المتحدة وماليزيا أكبر ثلاث أسواق للخدمات المصرفية التشاركية من حيث الأصول. تُمثّل إيران 36% من أصول البنوك التشاركية العالمية، وماليزيا 17%، والمملكة العربية السعودية 14%، وتركيا 3.1% من حصة السوق.
ووفقًا لشركة إرنست ويونغ، بلغت أصول الخدمات المصرفية التشاركية العالمية 930 مليار دولار أمريكي في عام 2015، مع انخفاض معدلات النمو في جميع المناطق مُقارنةً بالسنوات السابقة.

## قائمة البنوك المشاركة
- بنك زراعات التشاركي
- بنك وقف للمشاركة
- بنك تركيا للتمويل التشاركي [türkiye finans katılım bankası]
- بنك البركة التركي للمشاركة
- بنك الكويت التركي للمشاركات [kuveyt türk]

### منقرض
- بنك المشاركة الآسيوي (تأسست عام 1996، وأغلقت عام 2016)